# Albert Posiadała
Albert Posiadała (Siedlce, 25 febbraio 2003) è un calciatore polacco, portiere del Samsunspor, in prestito dal Molde.

## Carriera
Posiadała ha iniziato la sua carriera calcistica con Pogoń Siedlce e Świt NDM, per poi passare al Radomiak Radom nel 2022. Dopo sei mesi in prestito al Wisła Puławy, nel gennaio del 2023 è stato confermato in rosa ed il 27 maggio ha debuttato a livello professionistico nell'incontro di Ekstraklasa perso 4-0 contro il Pogoń Stettino.
Il 1º febbraio 2024 è stato acquistato dal Molde, club della prima divisione norvegese, con cui fa anche il suo esordio nelle competizioni UEFA per club, giocando alcune partite nei turni preliminari di Europa League e successivamente prendendo parte alla fase finale della Conference League.
Il 16 agosto 2025 è passato ai turchi del Samsunspor con la formula del prestito.

## Statistiche

### Presenze e reti nei club
Statistiche aggiornate al 23 novembre 2024.
| Stagione              | Squadra               | Campionato            | Campionato | Campionato | Coppe nazionali | Coppe nazionali | Coppe nazionali | Coppe continentali | Coppe continentali | Coppe continentali | Altre coppe | Altre coppe | Altre coppe | Totale | Totale | Totale |
| Stagione              | Squadra               | Comp                  | Pres       | Reti       | Comp            | Pres            | Reti            | Comp               | Pres               | Reti               | Comp        | Pres        | Reti        | Pres   | Reti   |        |
| --------------------- | --------------------- | --------------------- | ---------- | ---------- | --------------- | --------------- | --------------- | ------------------ | ------------------ | ------------------ | ----------- | ----------- | ----------- | ------ | ------ | ------ |
| 2020-2021             | Pogoń Siedlce         | 2L                    | 2          | -8         | CP              | 0               | 0               | -                  | -                  | -                  | -           | -           | -           | 2      | -8     |        |
| 2021-2022             | Świt NDM              | 3L                    | 25         | -24        | CP              | 0               | 0               | -                  | -                  | -                  | -           | -           | -           | 25     | -24    |        |
| 2022-gen. 2023        | Wisła Puławy          | 2L                    | 9          | -13        | CP              | 0               | 0               | -                  | -                  | -                  | -           | -           | -           | 9      | -13    |        |
| gen-giu. 2023         | Radomiak Radom        | EK                    | 1          | -4         | CP              | 0               | 0               | -                  | -                  | -                  | -           | -           | -           | 1      | -4     |        |
| 2023-2024             | Radomiak Radom        | EK                    | 15         | -18        | CP              | 0               | 0               | -                  | -                  | -                  | -           | -           | -           | 15     | -18    |        |
| Totale Radomiak Radom | Totale Radomiak Radom | Totale Radomiak Radom | 16         | -22        |                 | 0               | 0               |                    | -                  | -                  |             | -           | -           | 16     | -22    |        |
| 2024                  | Molde                 | ES                    | 20         | -24        | CN              | 6               | -5              | UEL+UECL           | 5+6                | -5,-11             | -           | -           | -           | 37     | -45    |        |
| gen.-ago. 2025        | Molde                 | ES                    | 0          | 0          | CN              | 0               | 0               | -                  | -                  | -                  | -           | -           | -           | 0      | 0      |        |
| Totale Molde          | Totale Molde          | Totale Molde          | 20         | -24        |                 | 6               | -5              |                    | 11                 | -16                |             | -           | -           | 37     | -45    |        |
| ago. 2025-2026        | Samsunspor            | SL                    | 0          | 0          | CT              | 0               | 0               | -                  | -                  | -                  | -           | -           | -           | 0      | 0      |        |
| Totale carriera       | Totale carriera       | Totale carriera       | 72         | -91        |                 | 6               | -5              |                    | 11                 | -16                |             | -           | -           | 89     | -112   |        |